# Giao tiếp với trí thông minh ngoài Trái Đất

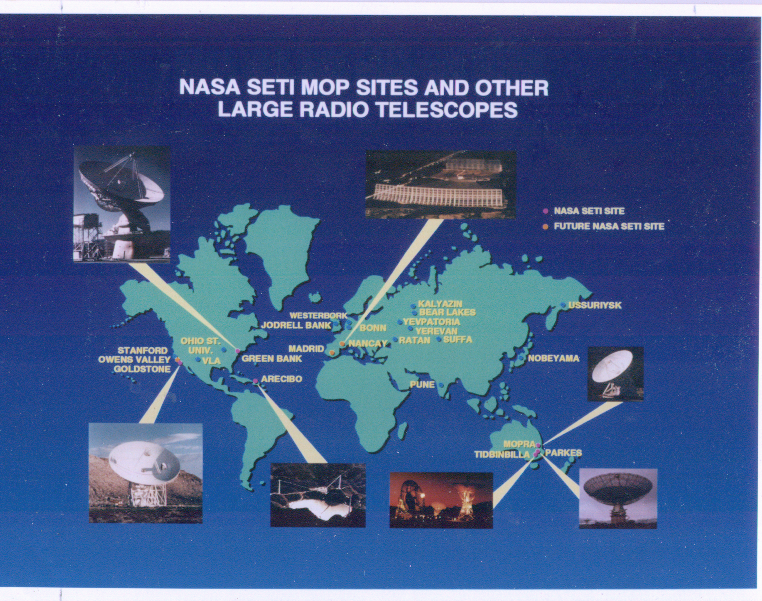
Các trang web của dự án quan sát vi sóng SETI (tìm kiếm trí thông minh ngoài Trái Đất) thuộc NASA.

Giao tiếp với trí thông minh ngoài Trái Đất hay CETI, là một nhánh của việc tìm kiếm trí thông minh ngoài Trái Đất, tập trung vào việc biên soạn và giải mã các thông điệp liên sao mà về mặt lý thuyết có thể được hiểu bởi một nền văn minh công nghệ khác.  Thí nghiệm CETI nổi tiếng nhất thuộc loại này là thông điệp Arecibo năm 1974 do Frank Drake soạn.
Có nhiều tổ chức và cá nhân độc lập tham gia vào nghiên cứu CETI; Ứng dụng chung của các từ viết tắt CETI và SETI (tìm kiếm trí thông minh ngoài Trái Đất) trong bài viết này không nên được coi là đề cập đến bất kỳ tổ chức cụ thể nào (chẳng hạn như Viện SETI). Nghiên cứu của CETI đã tập trung vào bốn lĩnh vực rộng lớn: ngôn ngữ toán học, hệ thống hình ảnh như thông điệp Arecibo, hệ thống giao tiếp thuật toán (ACETI) và các phương pháp tính toán để phát hiện và giải mã giao tiếp ngôn ngữ "tự nhiên". Vẫn còn nhiều hệ thống chữ viết chưa được giải mã trong giao tiếp của con người, chẳng hạn như Linear A,  được các nhà khảo cổ học phát hiện. Phần lớn nỗ lực nghiên cứu hướng đến việc làm thế nào để khắc phục các vấn đề tương tự về giải mã nảy sinh trong nhiều tình huống giao tiếp giữa các hành tinh.
Vào ngày 13 tháng 2 năm 2015, các nhà khoa học (bao gồm Douglas Vakoch, David Grinspoon, Seth Shostak và David Brin) tại một cuộc họp thường niên của Hiệp hội vì sự Tiến bộ Khoa học Hoa Kỳ, đã thảo luận về Active SETI và liệu có nên truyền thông điệp tới những người ngoài hành tinh thông minh trong vũ trụ hay không là một ý kiến hay. Cùng tuần đó, một tuyên bố được đưa ra, được nhiều người trong cộng đồng SETI ký tên rằng "một cuộc thảo luận về khoa học, chính trị và nhân đạo trên toàn thế giới phải diễn ra trước khi bất kỳ thông điệp nào được gửi đi". Vào ngày 28 tháng 3 năm 2015, một bài luận liên quan do Seth Shostak chấp bút và được đăng trên tờ The New York Times.
Vào tháng 6 năm 2020, các nhà thiên văn học từ Đại học Nottingham đã báo cáo về sự tồn tại có thể có của hơn 30 "nền văn minh thông minh đang giao tiếp tích cực" (không có nền văn minh nào trong khả năng hiện tại của chúng ta có thể phát hiện do nhiều lý do bao gồm cả khoảng cách hoặc kích thước) trong dải Ngân Hà của chúng ta, dựa trên thông tin vật lý thiên văn mới nhất.

## Lịch sử
Vào thế kỷ 19, có rất nhiều sách và bài báo về cư dân có thể có của các hành tinh khác. Nhiều người tin rằng những sinh vật thông minh có thể sống trên Mặt Trăng, Sao Hỏa và Sao Kim. Vì việc du hành đến các hành tinh khác là không thể vào thời điểm đó, một số người đã đề xuất các cách để báo hiệu cho người ngoài hành tinh ngay cả trước khi radio được phát hiện. Carl Friedrich Gauss thường được ghi nhận với một đề xuất năm 1820 rằng một tam giác khổng lồ và ba hình vuông, Pythagoras, có thể được vẽ trên lãnh nguyên Siberia. Đường viền của các hình dạng sẽ là những dải rừng thông rộng mười dặm, bên trong có thể là lúa mạch đen hoặc lúa mì. 

Pythagoras

Joseph Johann Littrow đề xuất sử dụng Sahara như một loại bảng đen. Những đường hào khổng lồ rộng vài trăm thước có thể vạch ra những hình dạng rộng hai mươi dặm. Sau đó các rãnh sẽ được đổ đầy nước, và sau đó có thể đổ đủ dầu hỏa lên trên mặt nước để đốt trong sáu giờ. Sử dụng phương pháp này, một tín hiệu khác nhau có thể được gửi đi mỗi đêm.
Trong khi đó, các nhà thiên văn học khác đang tìm kiếm dấu hiệu của sự sống trên các hành tinh khác. Năm 1822, Franz von Gruithuisen nghĩ rằng ông đã nhìn thấy một thành phố khổng lồ và bằng chứng về nông nghiệp trên Mặt Trăng, nhưng giới thiên văn sử dụng các công cụ mạnh hơn đã bác bỏ tuyên bố của ông. Gruithuisen cũng tin rằng ông đã nhìn thấy bằng chứng về sự sống trên Sao Kim. Ánh sáng Ashen đã được quan sát thấy trên Sao Kim, và ông cho rằng đó là do một lễ hội lửa lớn do cư dân tổ chức để chào mừng vị hoàng đế mới của họ. Về sau, ông sửa đổi quan điểm của mình, nói rằng người Sao Kim có thể đốt rừng nhiệt đới của họ để tạo thêm đất trồng trọt.
Vào cuối những năm 1800, khả năng tồn tại sự sống trên Mặt Trăng đã tạm dừng. Các nhà thiên văn thời đó tin vào giả thuyết Kant-Laplace, giả thuyết nói rằng các hành tinh xa Mặt Trời là lâu đời nhất – do đó, Sao Hỏa có nhiều khả năng có các nền văn minh tiên tiến hơn Sao Kim. Các cuộc điều tra sau đó tập trung vào việc liên hệ với người sao Hỏa. Năm 1877, Giovanni Schiaparelli tuyên bố ông đã phát hiện ra "canali" ("mương lạch" trong tiếng Ý, xuất hiện tự nhiên và bị dịch sai thành "kênh đào", là nhân tạo) trên Sao Hỏa – điều này được nối tiếp qua ba mươi năm niềm hăng say về người Sao Hỏa. Cuối cùng thì các kênh đào trên Sao Hỏa đã trở nên hão huyền.
Nhà phát minh Charles Cros tin rằng các điểm ánh sáng quan sát được trên Sao Hỏa và Sao Kim là ánh sáng của các thành phố lớn. Ông đã dành nhiều năm suốt đời mình cố gắng kiếm tiền cho một chiếc gương khổng lồ nhằm báo hiệu cho người Sao Hỏa. Tấm gương sẽ được tập trung vào sa mạc Sao Hỏa, nơi ánh sáng mặt trời phản xạ mạnh có thể được sử dụng để đốt các hình ảnh vào cát Sao Hỏa.
Nhà phát minh Nikola Tesla đã đề cập nhiều lần trong sự nghiệp của mình rằng ông nghĩ rằng các phát minh của mình như cuộn dây Tesla, được sử dụng với vai trò "máy thu cộng hưởng", có thể giao tiếp với các hành tinh khác, và thậm chí ông đã quan sát thấy sự lặp lại những tín hiệu mà ông tin là liên lạc vô tuyến ngoài Trái Đất đến từ Sao Kim hoặc Sao Hỏa vào năm 1899. Tuy nhiên, những "tín hiệu" này hóa ra là bức xạ trên mặt đất.
Vào khoảng năm 1900, Giải thưởng Guzman được thành lập; người đầu tiên thiết lập liên lạc giữa các hành tinh sẽ được thưởng 100.000 franc theo một quy định: Sao Hỏa bị loại vì Madame Guzman nghĩ rằng việc giao tiếp với Sao Hỏa quá dễ dàng để xứng đáng nhận được giải thưởng.

## Ngôn ngữ toán học và khoa học

### Lincos (Lingua cosmica)
Được Hans Freudenthal xuất bản vào năm 1960, Lincos: Design of a Language for Cosmic Intercourse,  mở rộng dựa trên Astraglossa để tạo ra một ngôn ngữ có mục đích chung bắt nguồn từ toán học cơ bản và các ký hiệu logic. Một số nhà nghiên cứu đã mở rộng thêm về công trình của Freudenthal. Một từ điển giống Lincos đã được đưa vào cuốn tiểu thuyết Contact (Liên hệ) của Carl Sagan và bộ phim chuyển thể của nó.

### Astraglossa
Được Lancelot Hogben xuất bản vào năm 1963, "Astraglossa" là một bài luận mô tả một hệ thống kết hợp các số và toán tử trong một chuỗi các xung ngắn và dài. Trong hệ thống của Hogben, các xung ngắn đại diện cho các con số, trong khi chuỗi gồm các xung dài đại diện cho các ký hiệu cộng, trừ, v.v...

### Carl Sagan
Trong cuốn tiểu thuyết khoa học viễn tưởng năm 1985 nhan đề Contact, Carl Sagan đã khám phá một số chiều sâu về cách một thông điệp có thể được xây dựng để cho phép giao tiếp với một nền văn minh ngoài hành tinh, sử dụng các số nguyên tố làm điểm xuất phát, tiếp theo là các nguyên tắc và sự kiện phổ quát khác nhau của toán học và khoa học.
Sagan còn biên tập một cuốn sách phi hư cấu về chủ đề này. Một bộ sưu tập cập nhật các bài báo về cùng chủ đề được xuất bản vào năm 2011.

### Arrival (phim)
Năm 2016, Giáo sư Ngôn ngữ học của Đại học McGill, Jessica Coon, đã nói chuyện với Business Insider về cách bộ phim bom tấn khoa học viễn tưởng năm 2016, Arrival, mô tả đúng cách con người có thể thực sự giao tiếp với người ngoài hành tinh. Để tạo ra ngôn ngữ này, các nhà sản xuất phim đã tham khảo ý kiến của Người sáng lập và CEO Wolfram Research, Stephen Wolfram – người tạo ra ngôn ngữ lập trình máy tính được gọi là Ngôn ngữ Wolfram – và con trai ông, Christopher. Cùng nhau, họ đã giúp phân tích khoảng 100 logogram cuối cùng được dùng làm cơ sở cho ngôn ngữ ngoài hành tinh được sử dụng trong suốt bộ phim. Công trình này cùng với nhiều suy nghĩ khác về giao tiếp trí tuệ nhân tạo đã được ghi lại trong một cuộc phỏng vấn được xuất bản bởi Space.com. Trong quá trình sản xuất, bản sao cá nhân của Wolfram về Lincos: Design of a Language for Cosmic Intercourse cũng đã được ra mắt.

### Ngôn ngữ dựa trên cơ sở lập luận của khoa học
Được Carl Devito và Richard Oehrle xuất bản vào năm 1992, A language based on the fundamental facts of science (ngôn ngữ dựa trên cơ sở lập luận của khoa học) là một bài thuyết trình mô tả một ngôn ngữ có cú pháp tương tự như Astraglossa và Lincos, nhưng xây dựng vốn từ vựng của nó xung quanh các tính chất vật lý đã biết.

### Ngôn ngữ nhị phân tổng thể Busch được dùng trong truyền tải Lone Signal
Năm 2010, Michael W. Busch đã tạo ra một ngôn ngữ nhị phân có mục đích chung về sau được sử dụng trong dự án Tín hiệu Đơn để truyền tải các thông điệp từ nguồn cộng đồng tới trí thông minh ngoài Trái Đất (METI). Tiếp theo là nỗ lực mở rộng cú pháp được sử dụng trong thông điệp gửi tới Lone Signal để truyền đạt theo cách mà không phải toán học cũng không mang tính logic chặt chẽ, nhưng vẫn có thể hiểu được khi đưa ra định nghĩa trước về các thuật ngữ và khái niệm trong thông điệp gửi Lone Signal.
| Tên        | Chỉ định  | Chòm sao | Ngày gửi                 | Ngày tới | Thông điệp  |
| ---------- | --------- | -------- | ------------------------ | -------- | ----------- |
| Gliese 526 | HD 119850 | Boötes   | ngày 10 tháng 7 năm 2013 | 2031     | Lone Signal |

## Thông điệp bằng hình ảnh
Các hệ thống liên lạc bằng hình ảnh tìm cách mô tả các khái niệm toán học hoặc vật lý cơ bản thông qua các sơ đồ đơn giản được gửi dưới dạng bitmap. Những thông điệp này cho rằng người nhận có khả năng thị giác tương tự và có thể hiểu toán học và hình học cơ bản. Một lời chỉ trích phổ biến đối với các hệ thống này cho rằng chúng có sự hiểu biết chung về các hình dạng đặc biệt, điều này có thể không đúng với một loài có tầm nhìn về cơ bản khác nhau, và do đó có một cách giải thích thông tin thị giác khác. Ví dụ, một mũi tên biểu thị chuyển động của một số vật thể có thể được hiểu là một vũ khí đang bắn.

### Tàu thăm dò Pioneer
Hai tấm bản đồ Pioneer được phóng trên Pioneer 10 và Pioneer 11 vào năm 1972 và 1973, mô tả vị trí của Trái Đất trong thiên hà và hệ Mặt Trời, và hình dạng cơ thể con người.

### Tàu thăm dò Voyager
Khởi động vào năm 1977, tàu thăm dò Voyager mang theo hai đĩa ghi vàng được ghi lại bằng các sơ đồ mô tả hình dạng con người, hệ Mặt Trời của chúng ta và vị trí của nó. Ngoài ra còn có các bản ghi hình ảnh và âm thanh từ Trái Đất.

### Thông điệp Arecibo
Thông điệp Arecibo, được truyền đi vào năm 1974, là một hình ảnh 1679 pixel với 73 hàng và 23 cột. Nó cho biết các số từ một đến mười, số nguyên tử của hydro, cacbon, nitơ, oxy và phosphor, công thức của đường và base trong nucleotide của DNA, số lượng nucleotide trong DNA, cấu trúc chuỗi xoắn kép của DNA, hình con người và chiều cao của nó, dân số Trái Đất, sơ đồ hệ Mặt Trời của chúng ta và hình ảnh của kính thiên văn Arecibo với đường kính của nó.

### Thông điệp Cosmic Call
Thông điệp Cosmic Call bao gồm một số phần kỹ thuật số – "Rosetta Stone", bản sao của Thông điệp Arecibo, Bảng chú giải hình ảnh song ngữ, thông điệp Braastad, cũng như các tệp văn bản, âm thanh, video và hình ảnh khác được gửi bởi những người hàng ngày xung quanh thế giới. "Rosetta Stone" được Stephane Dumas và Yvan Dutil sáng tác và đại diện cho một bitmap nhiều trang xây dựng một kho từ vựng về các ký hiệu đại diện cho các con số và phép toán. Thông điệp đi từ toán học cơ bản đến các khái niệm phức tạp hơn, bao gồm các quá trình vật lý và các đối tượng (chẳng hạn như nguyên tử hydro). Thông điệp được thiết kế với định dạng chống ồn và các ký tự giúp nó có khả năng chống lại sự thay đổi của tiếng ồn. Những thông điệp này được truyền đi vào năm 1999 và 2003 từ Radar Hành tinh Evpatoria dưới sự hướng dẫn khoa học của Alexander L. Zaitsev. Richard Braastad điều phối dự án tổng thể.

## Thông điệp đa phương thức

### Thông điệp Teen-Age
Thông điệp Teen-Age, được soạn bởi các nhà khoa học Nga (Zaitsev, Gindilis, Pshenichner, Filippova) và thanh thiếu niên, được truyền từ đĩa 70 m của Trung tâm Không gian Sâu Evpatoria ở Ukraina tới sáu hệ sao giống như của Mặt Trời vào ngày 29 tháng 8 và Ngày 3 và 4 tháng 9 năm 2001. Thông điệp bao gồm ba phần:
Phần 1 đại diện cho tín hiệu vô tuyến có âm thanh nhất quán với điều chỉnh bước sóng Doppler chậm để mô phỏng sự truyền tải từ trung tâm Mặt trời. Tín hiệu này được truyền đi để giúp người ngoài Trái Đất phát hiện TAM và chẩn đoán hiệu ứng lan truyền vô tuyến của môi trường liên sao.
Phần 2 là thông tin tương tự đại diện cho các giai điệu âm nhạc được biểu diễn bằng đàn theremin. Nhạc cụ điện này tạo ra tín hiệu gần như đơn sắc, tín hiệu này có thể dễ dàng phát hiện qua các khoảng cách giữa các vì sao. Có bảy tác phẩm âm nhạc trong Buổi Hòa nhạc Theremin Đầu tiên cho Người ngoài hành tinh. Quá trình truyền tín hiệu analog dài 14 phút của buổi hòa nhạc theremin sẽ mất gần 50 giờ bằng kỹ thuật số; xem Thông điệp Radio Liên sao bằng Âm nhạc Đầu tiên Lưu trữ ngày 11 tháng 6 năm 2022 tại Wayback Machine.
Phần 3 đại diện cho thông tin kỹ thuật số nhị phân giống Arecibo nổi tiếng: biểu trưng của TAM, lời chào song ngữ tiếng Nga và tiếng Anh dành cho người ngoài hành tinh và bảng chú giải bằng hình ảnh.

### Thông điệp Cosmic Call 2 (Cosmic Call 2003)
Thông điệp Cosmic Call-2 bao gồm văn bản, hình ảnh, video, âm nhạc, thông điệp Dutil/Dumas, bản sao của thông điệp Arecibo năm 1974, BIG = Bảng Chú giải Hình ảnh Song ngữ, chương trình AI Ella và thông điệp Braastad.